# ГЭС Астон
ГЭС Астон (фр. Aston) — гидроэлектростанция на юге Франции. Расположена между ГЭС Меренс (выше по течению) и ГЭС Ферриерес, также входит в каскад ГЭС на Арьеже (правый приток Гаронны). Одновременно является нижней ступенью в гидроузле на реке Астон, левом притоке Арьежа.
Водный ресурс подается до машинного зала через два деривационных тоннеля:
- одного длиной 20 км от нижнего балансирующего резервуара ГЭС Меренс. Кроме отработанной последней воды, в резервуар поступает ресурс с расположенного рядом водозабора на Арьеже, тогда как тоннель на своем пути пополняется из восьми водозаборов на левых притоках той же реки;
- водохранилища Riète, созданного на ГЭС Астон после ГЭС Лапарун. Этот водоем объёмом 0,8 млн м3 удерживает бетонная арочная плотина высотой 37 метров, длиной 130 метров и толщиной от 2 до 5 метров, на строительство которой ушло 9 тыс. м3 материала. При этом в хранилище Riète поступает дополнительный ресурс из двух водозаборов на левых притоках Астона, а в тоннель — ещё с одного водозабора на правом притоке[1][2].

Оба тоннели сходятся вблизи машинного зала, расположенного в долине Астона неподалеку от её впадения в Арьеж. Общая длина тоннелей системы составляет 29 км, кроме того, на завершающем этапе проложено два напорных водопровода длиной по 1 км. Такая схема создает напор в 510 метров.
Машинный зал станции оборудован турбинами типа Пелтон: двумя мощностью по 30 МВт и двумя по 22 МВт. В совокупности они обеспечивают производство 337 млн кВт-год электроэнергии (по другим данным — 392 млн кВт-год).